# 네이선 매키넌
네이선 레이먼드 매키넌(영어: Nathan Raymond MacKinnon, 1995년 9월 1일~)은 캐나다의 아이스하키 선수로 포지션은 센터이다. 현재   현재 내셔널 하키 리그(NHL)의 콜로라도 애벌랜치 소속 부주장으로 뛰고 있다. 2013 NHL 드래프트에서 전체 1순위로 애벌랜치의 지명을 받았다. 매키넌은 2022년에 스탠리 컵 우승을 달성했으며, 2023-24 시즌에는 리그 최우수 선수에게 수여되는 하트 메모리얼 트로피와 테드 린지 상을 수상했다.
매키넌은 캐나다 국가대표팀의 일원으로 활동하고 있으며 세계 선수권 대회에 4회 참가하여 1회 우승, 2회 준우승을 달성했다.